# Krzysztof Loska
Krzysztof Loska (ur. 9 lipca 1966 w Tychach) – polski filmoznawca, medioznawca, kulturoznawca, profesor zwyczajny w Instytucie Sztuk Audiowizualnych Uniwersytetu Jagiellońskiego. Zajmuje się kulturą audiowizualną, postmodernizmem, literaturą współczesną i kinem gatunkowym.

## Życiorys
W 1991 roku na Uniwersytecie Jagiellońskim ukończył studia polonistyczne (specjalizacja filmoznawcza). Pracę doktorską Dekonstrukcja i kino w zakresie nauk o sztuce napisaną pod kierunkiem prof. dr hab. Wiesława Godzica obronił w 1994. Później był związany z Uniwersytetem Łódzkim, gdzie wykładał w Instytucie Teorii Literatury, Teatru i Sztuk Audiowizualnych. Tam w 2000 roku habilitował się w zakresie nauk humanistycznych o specjalności filmoznawstwo dwuczęściową pracą: Wokół „Finnegans Wake”: James Joyce i komunikacja audiowizualna – „Finnegans Wake” Jamesa Joyce a rozumienie i interpretacja. Za badania nad kinem japońskim w 2014 otrzymał tytuł profesora UJ. Wykłada na Uniwersytecie Jagiellońskim w Instytucie Sztuk Audiowizualnych. Jest przewodniczącym Rady Dyscypliny Nauki o Sztuce na Uniwersytecie Jagiellońskim. Od 2024 roku pełni funkcję prodziekana ds. nauki Wydziału Zarządzania i Komunikacji Społecznej UJ.

## Publikacje

### Książki
- 1998: Kino gatunków: wczoraj i dziś (redakcja)
- 1999: Wokół Finnegans Wake: James Joyce i komunikacja audiowizualna
- 2000: Finnegans Wake: James Joyce a rozumienie i interpretacja
- 2000: 100 filmów science fiction (współpraca z Andrzejem Pitrusem)
- 2001: Wokół kina gatunków (redakcja)
- 2001: Dziedzictwo McLuhana. Między nowoczesnością a ponowoczesnością
- 2002: Hitchcock – autor wśród gatunków
- 2003: David Cronenberg: rozpad ciała, rozpad gatunku (współpraca z Andrzejem Pitrusem)
- 2004: Encyklopedia filmu science fiction
- 2006: Twórczość Atoma Egoyana. Tożsamość i media
- 2009: Poetyka filmu japońskiego, tom 1
- 2012: Kenji Mizoguchi i wyobraźnia melodramatyczna
- 2012: Adaptacje literatury japońskiej (redakcja)
- 2013: Nowy film japoński
- 2015: Mistrzowie kina japońskiego
- 2016: Postkolonialna Europa: etnoobrazy współczesnego kina

### Artykuły
- Joyce, Sen i Kino. O adaptacji filmowej Finnegans Wake, „Kwartalnik Filmowy” 1999, nr 26–27
- Decline of Culture and Disappearance of Identity, [w:] Aspects of Audiovisual Popular Culture in Norway and Poland, Kraków 1999
- The Birth of the Electronic Body and the Pursuit of Subjectivity, [w:] Gender in Film and the Media, Frankfurt: Peter Lang 2000
- Wojna i prędkość – w stronę estetyki katastrofy – filozofia Paula Virilio, „Principia” 2000, t. XXVI.
- Kobiety w poszukiwaniu tożsamości – o feministycznej literaturze science fiction, [w:] Gender w humanistyce, Kraków 2001
- Kultura i technika – niemiecki film fantastycznonaukowy w latach 1918–1939, [w:] Kino niemieckie w dialogu pokoleń i kultur, Kraków 2004
- Marzenia i lęki – brytyjskie kino science fiction (1929-1966), „Kwartalnik Filmowy” 2005, nr 51/52.
- Lem on Film, [w:] The Art and Science of Stanislaw Lem, Montreal: McGill-Queen’s University Press 2006
- Komizm w filmach Alfreda Hitchcocka, „Kwartalnik Filmowy” 2006, nr 56
- Raymond Williams i socjologia kultury, „Przegląd Kulturoznawczy” 2007, nr 2
- Benshi jako współautor filmu, „Kwartalnik Filmowy” 2007, nr 59
- Tożsamość traumatyczna w japońskich filmach o bombie atomowej, „Kwartalnik Filmowy” 2008, nr 61
- Postmodernizm w teorii filmu, „Państwo i Społeczeństwo” 2008, rocznik VIII, nr 1
- W świecie yakuzy – japońskie oblicze filmu czarnego, „Studia Filmoznawcze” 2010, tom 31
- Lav Diaz, rewolucja i czas mesjański. „Kwartalnik Filmowy” 2023, nr 123